# Brunryggig finklärka
Brunryggig finklärka (Eremopterix leucotis) är en liten afrikansk fågel i familjen lärkor inom ordningen tättingar.

## Kännetecken

### Utseende
Brunryggig finklärka är en liten (11 cm) som liksom de flesta andra finklärkor uppvisar stor skillnad mellan könen. Hanen är helt svart på undersida och huvud bortsett från en lysande vit fläck på nacken och bakom ögat. Ovansida och vingar är kastanjefärgade och något mörkstreckade. Den tjocka näbben är grå. Honan är en mycket mer alldaglig fågel, kraftigt streckad beigevit på undersida och huvud samt vitt på nacken. Ovansidan är fläckat kastanjefärgad.

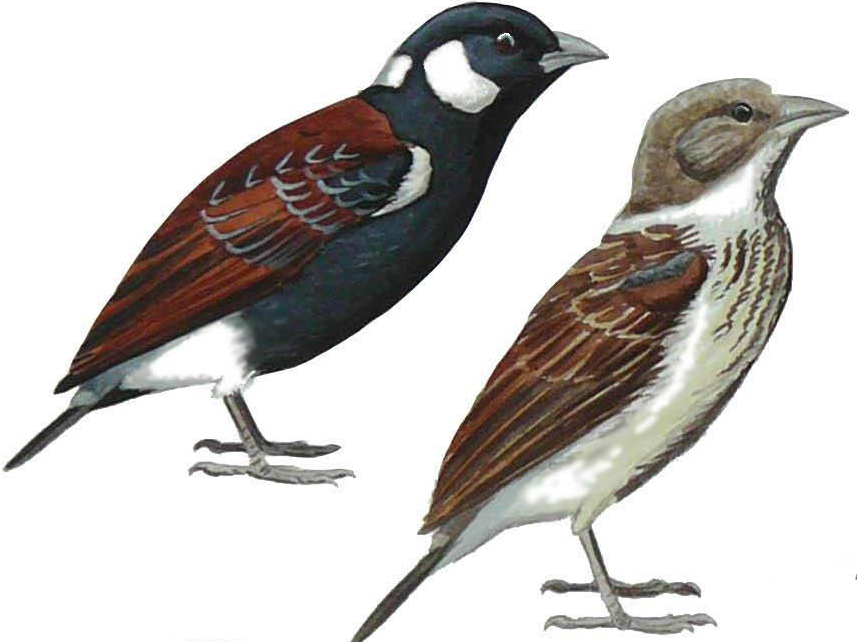
Illustration av ett par brunryggig finklärka.

### Läten
Brunryggiga finklärkans läte som yttras i flykten beskrivs i engelsk litteratur som korta "chip-chwep".

## Utbredning och systematik
Brunryggig finklärka förekommer i stora delar av Afrika söder om Sahara. Den delas in i fem underarter med följande utbredning:
- Eremopterix leucotis melanocephalus – Senegal och Gambia till centrala och södra Sudan
- Eremopterix leucotis leucotis – Sydsudan till Eritrea, Etiopien och nordvästra Somalia
- Eremopterix leucotis madaraszi – nordöstra Uganda till Kenya och norra Tanzania, norra Malawi och Moçambique
- Eremopterix leucotis smithi – Zambia till södra Malawi, Zimbabwe, östra Botswana och Sydafrika
- Eremopterix leucotis hoeschi – södra Angola till norra Namibia, nordöstra Botswana och västra Zimbabwe

Enligt genetiska studier från 2023 är brunryggig finklärka systerart till asiatiska arten gråkronad finklärka.

## Levnadssätt
Brunryggig finklärka påträffas i öppna och torra områden. Den lever av insekter och frön. Fågeln häckar på marken och lägger ett ägg.

## Status och hot
Arten har ett stort utbredningsområde och en stor population med stabil utveckling och tros inte vara utsatt för något substantiellt hot. Utifrån dessa kriterier kategoriserar internationella naturvårdsunionen IUCN arten som livskraftig (LC). Världspopulationen har inte uppskattats men den beskrivs som ganska vanlig eller vanlig i större delen av utbredningsområdet, dock mer fåtalig i utkanterna.